# Glatter Laufkäfer

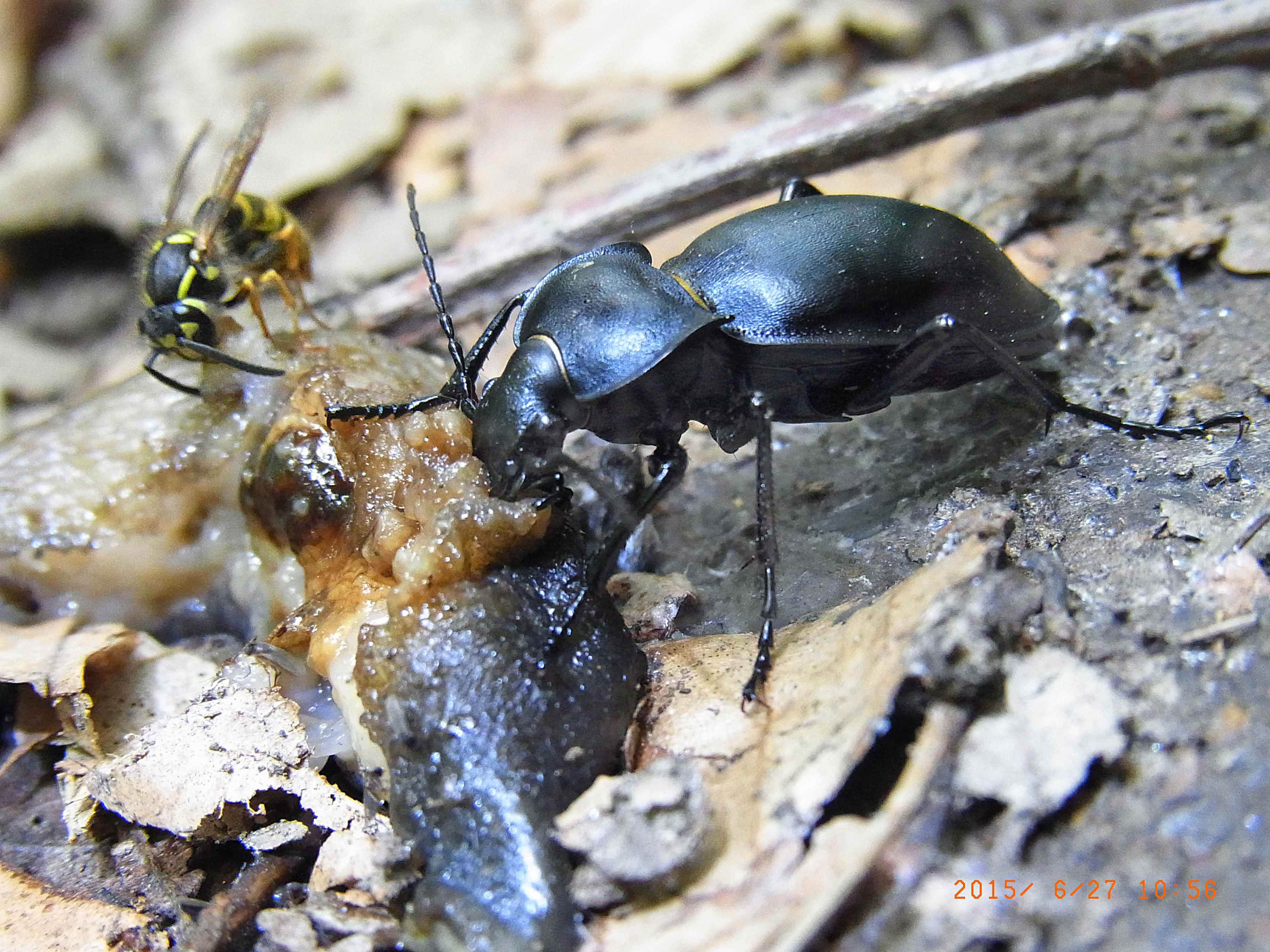
Mit Wespe beim Fressen an einer Nacktschnecke

Der Glatte Laufkäfer (Carabus glabratus) ist ein Käfer aus der Familie der Laufkäfer (Carabidae).

## Merkmale
Die Käfer werden 22 bis 35 Millimeter lang und haben einen dunkelblauen bis schwarzen, matt glänzenden Körper. Die ovalen, stark gewölbten Deckflügel sind ungestreift aber sehr fein gerunzelt. Der Halsschild ist 1,5 Mal breiter als lang und hat aufgebogene Ränder. Die Sternite des Hinterleibs haben jeweils eine kleine Furche. Der ähnliche Violette Laufkäfer (C. violaceus) unterscheidet sich vom Glatten Laufkäfer durch seinen schmaleren Halsschild, die unterschiedliche Färbung des Randes der Deckflügel und durch dessen vorletztes Labialpalpenglied, das mehr als zwei Borsten trägt. Außerdem besitzt C. glabratus im Gegensatz zum C. violaceus ein Borstenpaar am Submentum.

### Ähnliche Arten
- Violetter Laufkäfer (Carabus violaceus)

## Vorkommen
Die Tiere kommen in Europa östlich bis an den Ural vor. Nördlich erstreckt sich ihre Verbreitung über den Polarkreis. Sie leben in lichten feuchten Laub- und Mischwäldern, an den Ufern von Waldbächen und in Waldmooren. Man findet sie an Totholz und im Moos. Sie kommen vom Flachland bis in etwa 2.000 Meter Höhe von Juli bis Oktober vor.

## Lebensweise
Die Imagines sind in erster Linie nachtaktiv, sie kommen aber auch bei Regen am Tag hervor. Sie ernähren sich räuberisch von kleinen Tieren wie Insekten, Würmern und Schnecken. Die Larven häuten sich dreimal, bis sie sich in einer Erdhöhle verpuppen. Sowohl die Larven, als auch die alten Käfer überwintern zwischen Moos, oder in Totholzritzen und Baumstümpfen.